# Porsche 997
La Porsche 997 è una autovettura prodotta della casa automobilistica tedesca Porsche, come sesta generazione della 911.
La produzione è iniziata nel 2004, con due varianti disponibili: successivamente nel 2005 sono state commercializzate le versioni a trazione integrale, nel 2006 sono arrivate le Turbo e GT3 e, a fine 2007, è arrivata la GT2. È disponibile anche la versione con carrozzeria Targa, solo con trazione integrale.
Nel luglio 2008 è stata sottoposta ad un restyling riguardante le potenze dei motori aumentate sulle versioni Carrera e Carrera 4 di 20 CV, Carrera S e Carrera 4S di 30 CV. È stata poi sostituita nel 2012 dalla Porsche 991.

## La gamma

### 997 Turbo

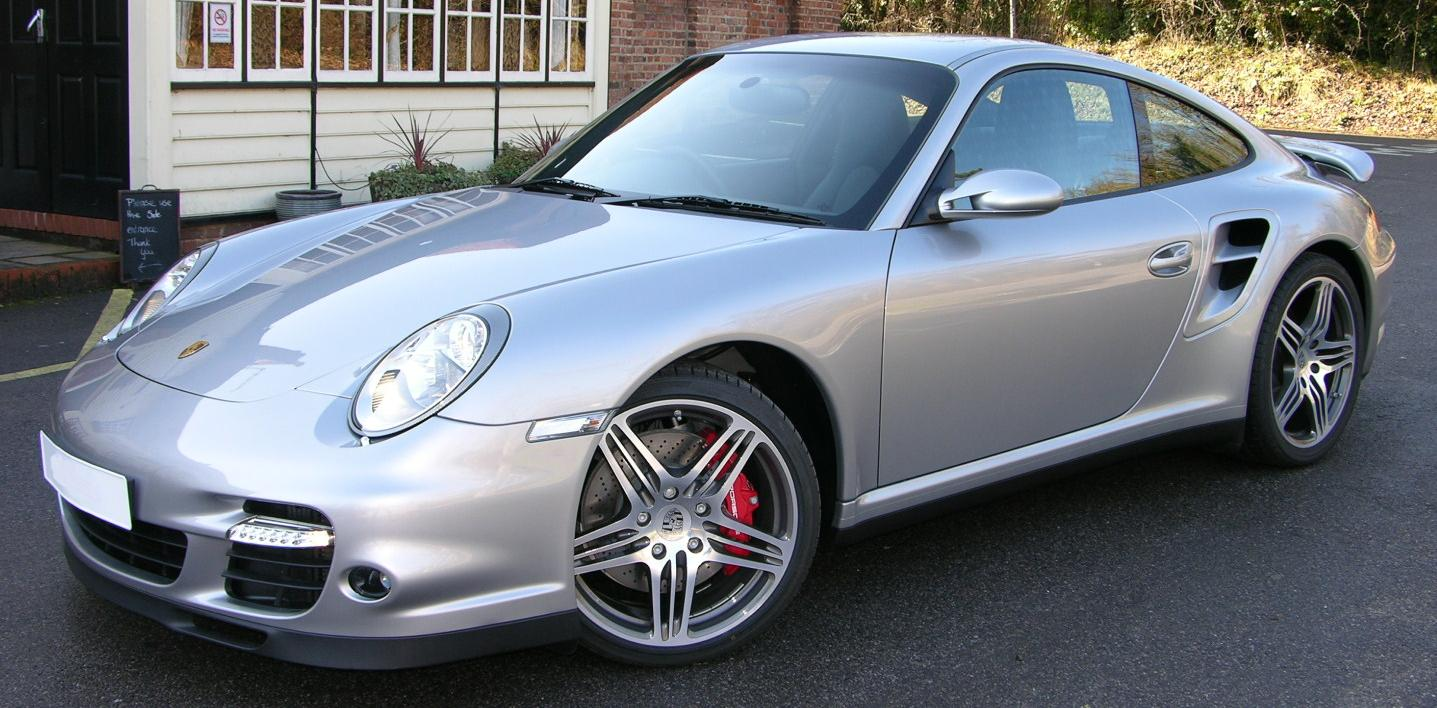
Porsche 997 Turbo

La Turbo è stata presentata nel 2006 al salone dell'automobile di Ginevra. Nel frontale presenta nuove luci di posizione a LED e nuove prese d'aria, presenti anche sopra le ruote posteriori. Al pari della 996 Turbo, presenta un'ala retrattile al posteriore.
Il motore è basato sul più conosciuto e affidabile 3.6 litri boxer, e sviluppa 480 CV a 6000 giri/min e una coppia massima di 620 N·m costanti tra i 1.950 e i 5.000 giri/min. Il turbocompressore presenta anche una novità per un motore a benzina, cioè le palette a geometria variabile: questo permette di avere una risposta del motore costante e corposa sin dai regimi più bassi. Come optional è disponibile lo Sport Chrono Pack, che comprende l'overboost capace di portare la coppia massima a 680 N·m per circa dieci secondi.

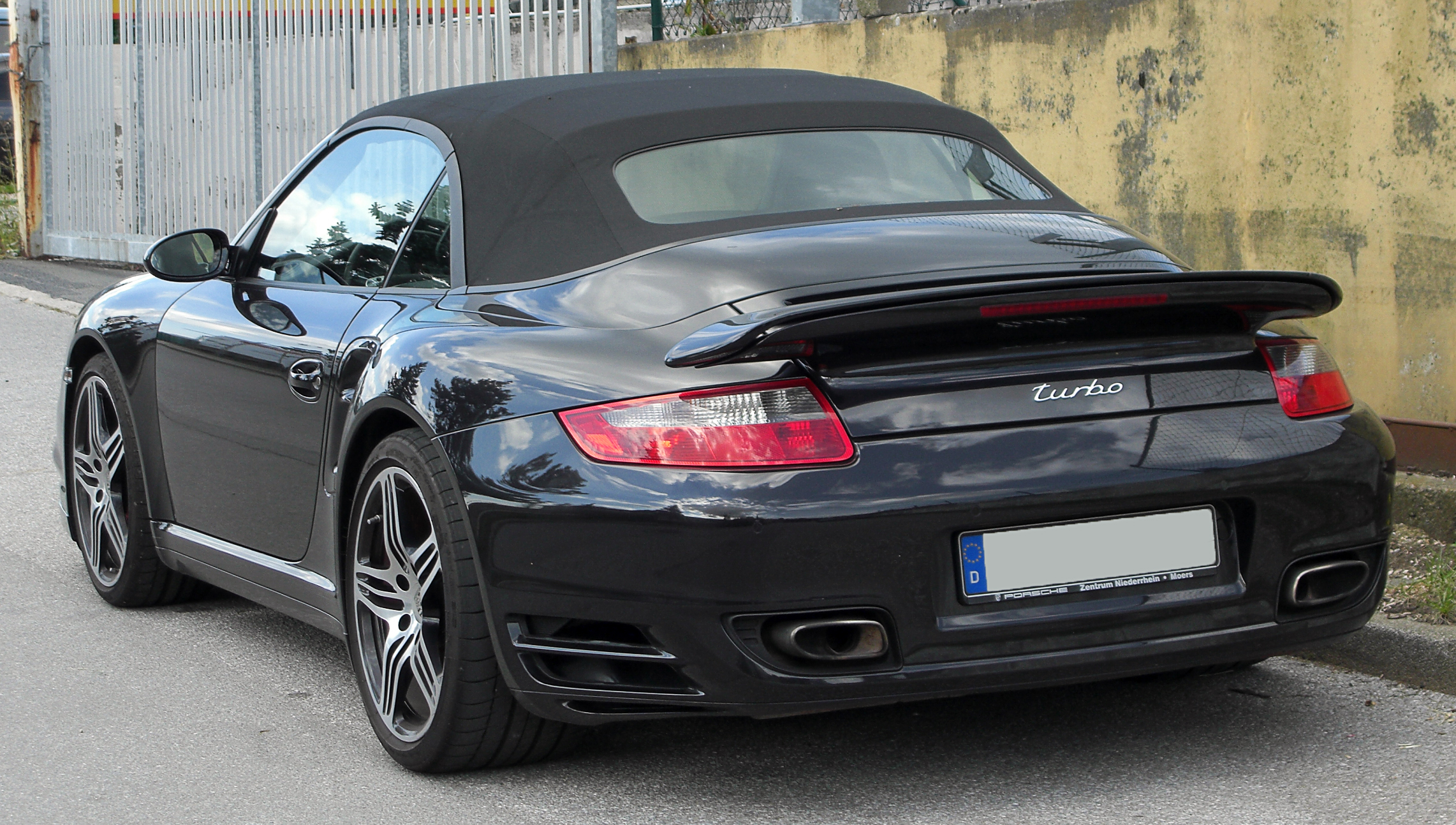
La versione cabriolet

L'accelerazione da 0 a 100 km/h, secondo quanto dichiarato dalla Porsche, avviene in soli 3,9 secondi con il cambio manuale, mentre con la trasmissione automatica Tiptronic S il tempo scende a 3,7 secondi. La velocità massima è di 313 km/h per entrambe le trasmissioni.
Dal settembre del 2007 è disponibile anche in versione cabriolet, le cui prestazioni sono di poco inferiori alla coupé, ovvero l'accelerazione sale da 3,9 a 4,0 secondi, mentre la velocità massima è immutata.
Nel 2009 viene aggiornata con motore 3.8 litri ad iniezione diretta da 500 CV, disponibile anche in abbinamento alla nuova trasmissione elettroattuata PDK a doppia frizione.

### 997 GT2

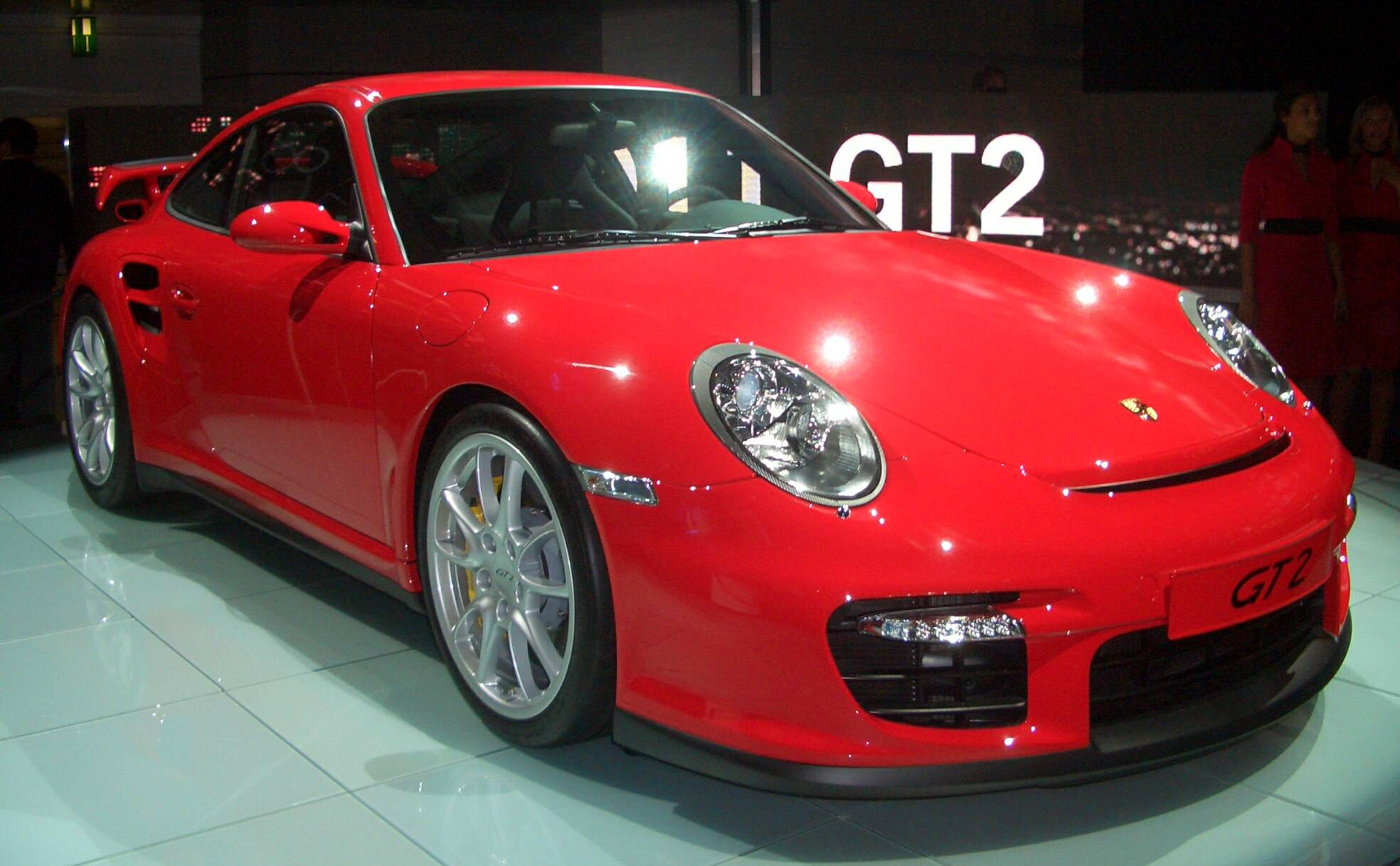
Porsche 997 GT2

Nel novembre del 2007 è uscita la GT2, versione di punta della gamma 997, equipaggiata con una versione rivisitata del propulsore della Turbo: le principali modifiche riguardano i turbocompressori, di maggiori dimensioni e capaci di una pressione di esercizio maggiore (1,4 bar), l'impianto di aspirazione e quello di scarico. Il 3,6 litri boxer della GT2 eroga 530 CV a 6500 giri e fornisce una coppia motrice di 680 N·m tra i 2200 e i 4500 giri. La vettura presenta un assetto ribassato rispetto alla Turbo, con impianto frenante carbo-ceramico, controlli elettronici della dinamica e delle sospensioni disponibili di serie; inoltre, per ridurre pesi, attriti e per massimizzare la vocazione sportiva della GT2, si è rinunciato alla trazione integrale per optare alla classica trazione posteriore, e la trasmissione è disponibile esclusivamente in configurazione manuale a 6 rapporti ad innesti ravvicinati.

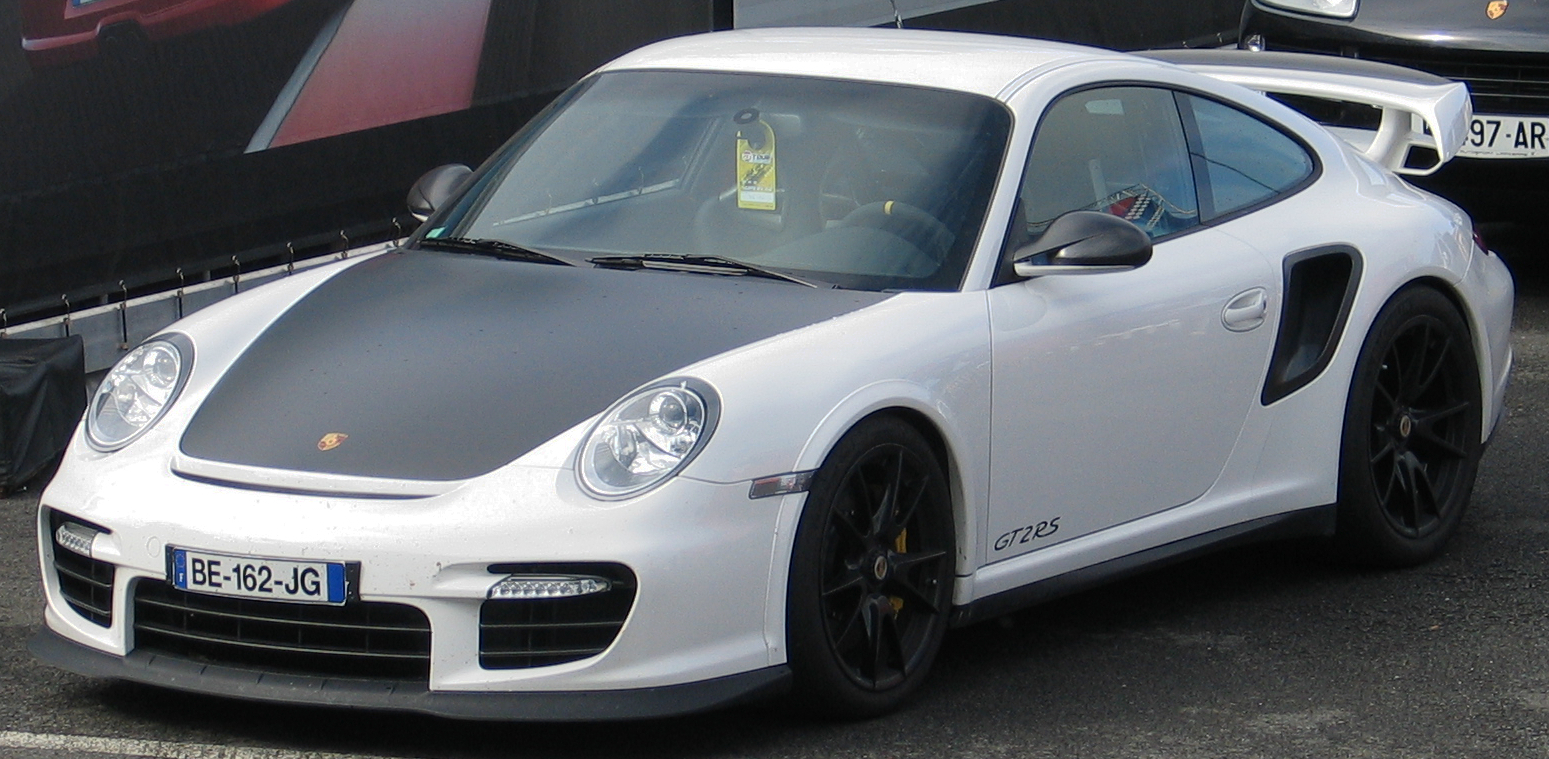
Porsche 997 GT2 RS

La 997 GT2 accelera da 0 a 100 km/h in 3,7 secondi, e raggiunge una velocità massima di 329 km/h.
Nel 2010 è stato presentato il modello denominato GT2 RS, una serie in edizione limitata (500 esemplari) che si posiziona, in termini di prestazioni e di prezzo, addirittura sopra la GT2. L'auto raggiunge una velocità massima di 330 km/h, accelera da 0 a 100 km/h in appena 3,5" e da 0 a 200 km/h in 9,8"; il motore di 3,6 litri eroga in questa versione ben 620 CV. L'auto è stata inoltre alleggerita: pesa 1370 kg.

### L'ampliamento della gamma

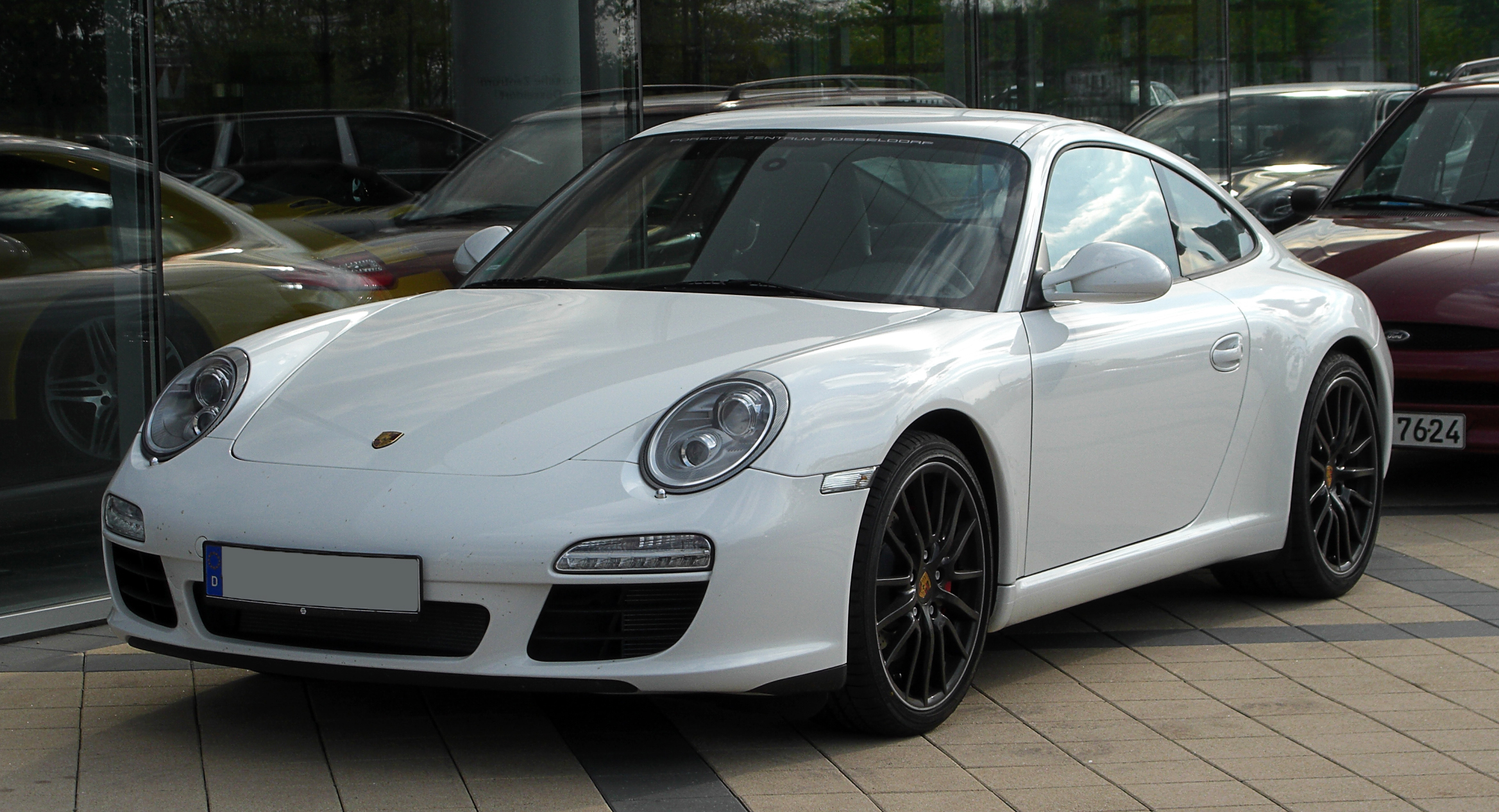
Porsche 997 restyling 2008

Nel luglio 2008 con l'avvento del restyling venne presentata la nuova serie della 997 che adottava l'iniezione diretta, la Carrera passò così da 325 a 345 CV e la Carrera S da 355 a 385 (quest'ultima con motore da 3,8 litri) con velocità massima di 302 km/h.
A richiesta, venne reso disponibile il cambio a controllo elettronico a doppia frizione e 7 marce, denominato PDK (Porsche Doppelkupplung).
Nell'estate del 2009 è stata proposta invece proposta una versione aggiornata della 997 Turbo, con motore potenziato a 500 CV, impianto di illuminazione dotato di LED, fanaleria posteriore lievemente rivisitata nel design.

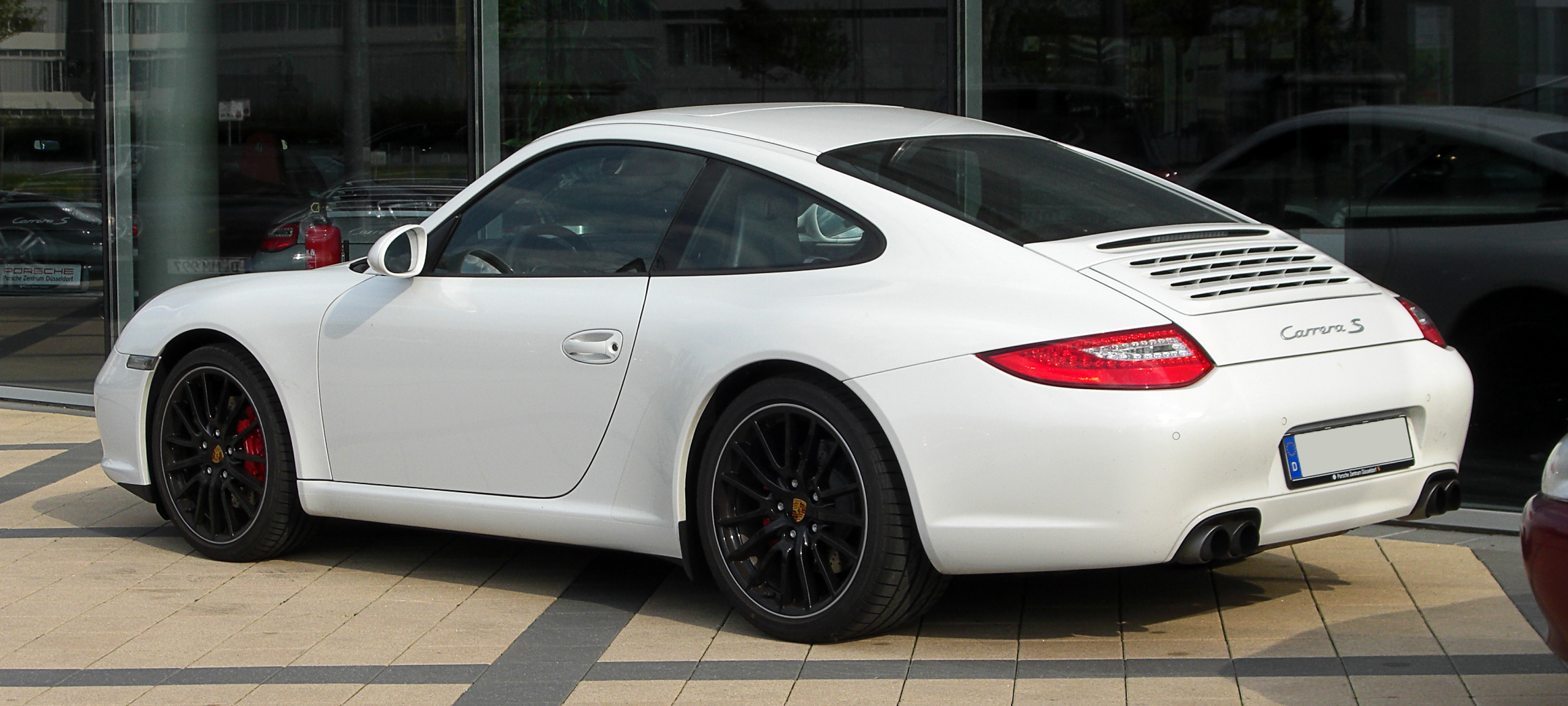
Posteriore della 997 post-restyling

Le prestazioni aumentano leggermente, raggiungendo i 312 km/h di velocità massima e 3"7 nello scatto 0–100 km/h (3"4 se la vettura viene equipaggiata con il cambio PDK).

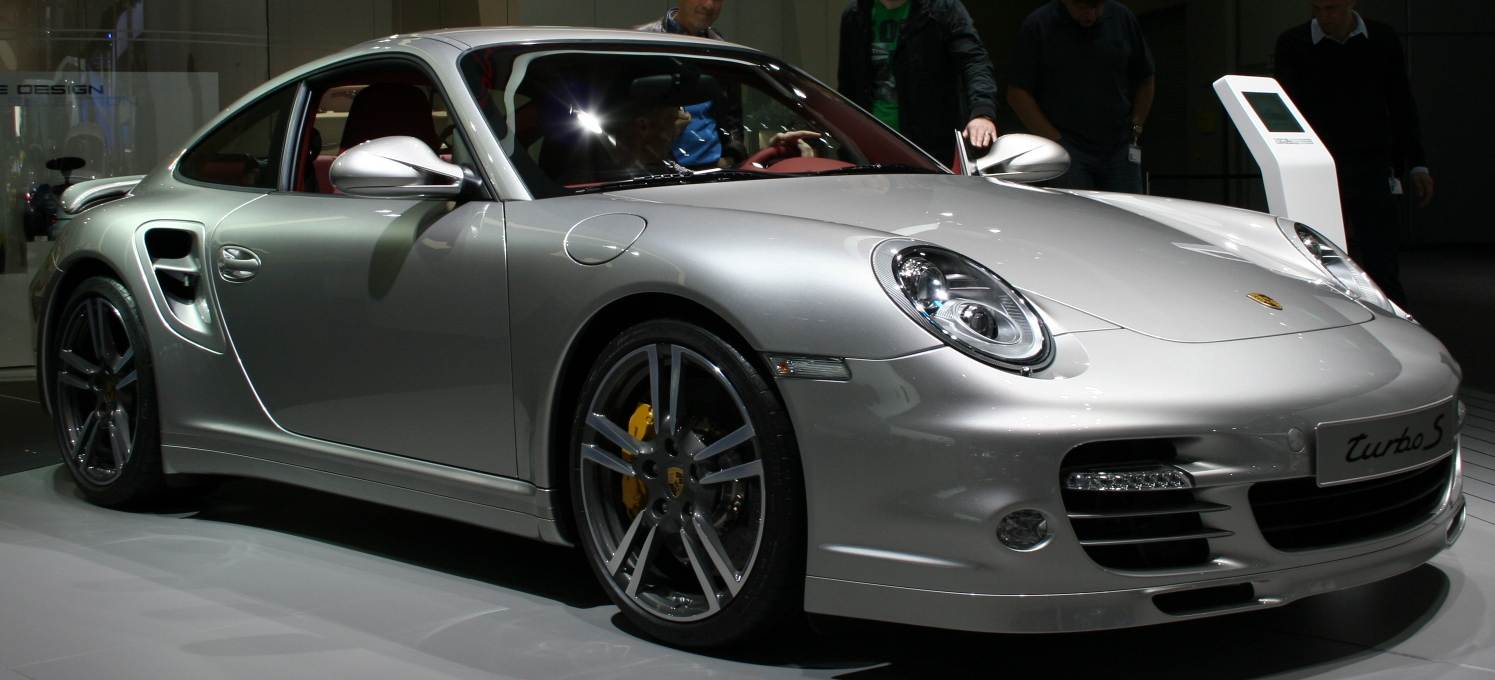
Porsche 997 Turbo S

La nuova 997 turbo è stata proposta sia in versione coupé che cabriolet. Nel maggio 2010 viene presentata la versione Turbo S capace di erogare, grazie a due turbocompressori, ben 530 CV e 700 N·m di coppia. La nuova vettura scatta da 0 a 100 km/h in appena 3,3 secondi e raggiunge una velocità massima di 315 km/h.
Sempre nel corso dell'estate 2009 la gamma è stata ampliata con alcune nuove versioni, la 997 GT3 RS, la 997 GT3 Cup destinata alle competizioni, e la 997 Sport Classic. La 997 GT3 RS, derivata dalla GT3, è caratterizzata da una carreggiata posteriore maggiorata di 4,4 cm, uno spoiler posteriore di dimensioni maggiorate e ad incidenza variabile, di un boxer 6 cilindri da 3,8 litri potenziato a 450 CV ad 8.500 giri/min, e una livrea bicolore.

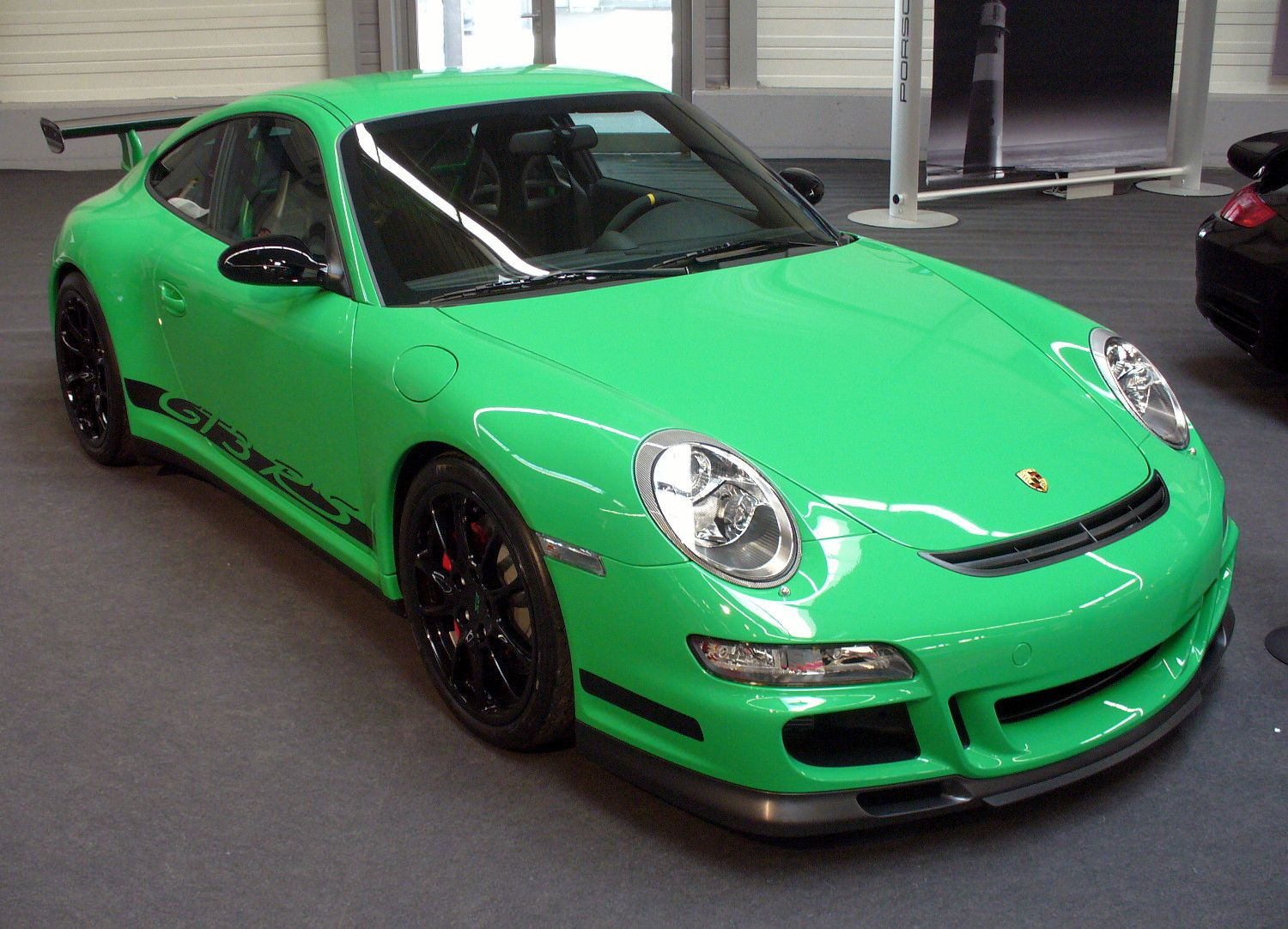
Porsche 997 GT3 RS

La 997 GT3 Cup invece è una versione "pronto corsa" della 997, dedicata ai clienti sportivi interessati a correre nei monomarca organizzati in tutto il mondo dalla casa di Stoccarda.
Per la prima volta la 997 GT3 Cup è stata ricavata a partire dalla GT3 RS stradale (le versioni Cup precedenti venivano ottenute a partire dalla GT3), e non omologabile per l'utilizzo su strada. La Cup è dotata di 450 CV di potenza massima, peso ridotto a 1.200 kg, roll-bar integrale a gabbia saldato alla scocca e impianto di scarico sportivo, con silenziatori più permissivi.

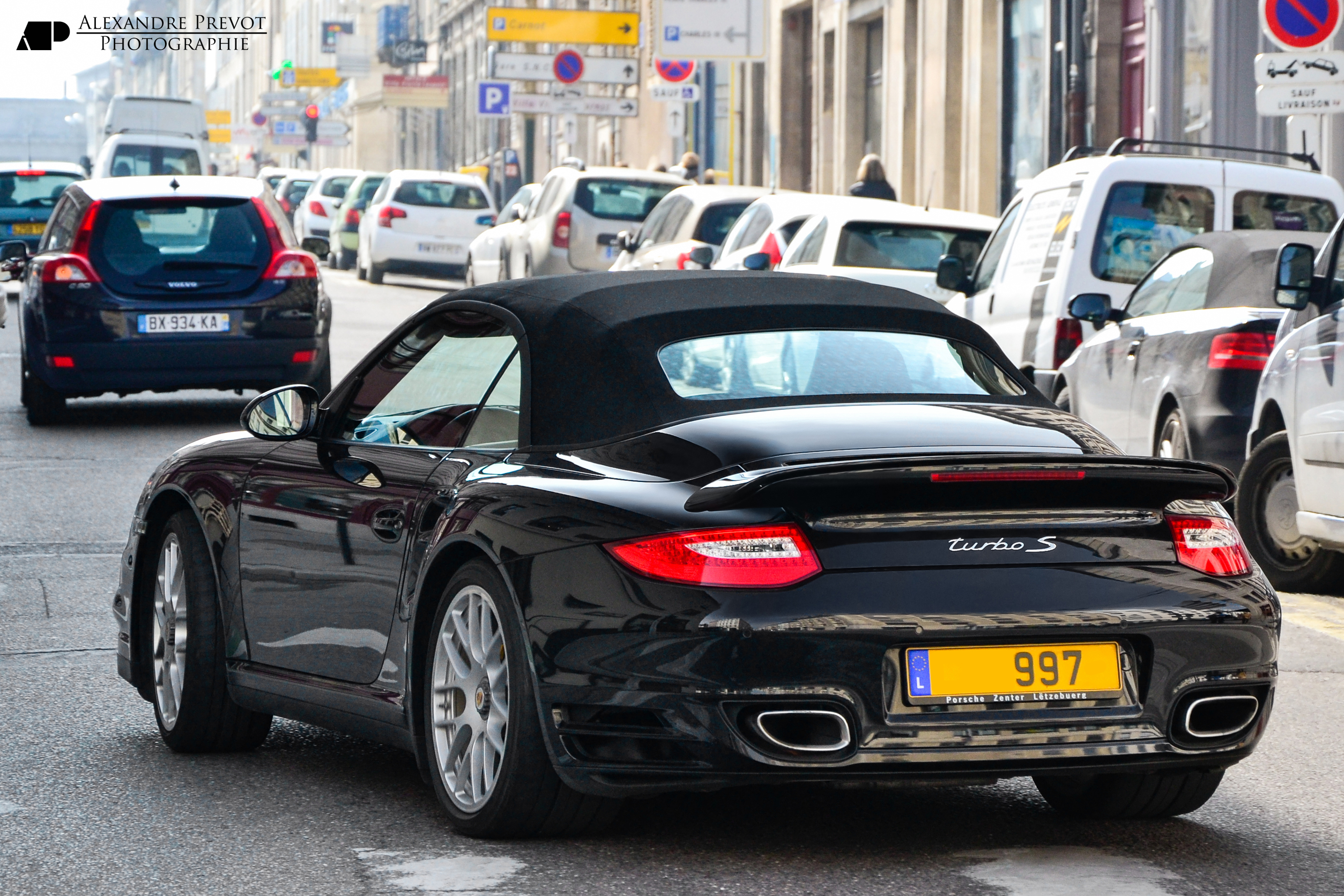
Porsche 997 Turbo S cabriolet

La Carrera Sport Classic è una versione speciale realizzata in soli 250 esemplari, dalle linee ispirate alla Carrera RS del 1973: spoiler a coda d'anatra, paraurti anteriore e posteriore ispirati alla GT3, gobbe sul tetto stile Carrera GT, ed equipaggiamento molto ricco.
La Sport Classic ha una taratura delle sospensioni più estrema, un impianto di scarico di nuovo tipo, in acciaio e sdoppiato, cambio manuale a sei rapporti con corsa ridotta e rapporti corti, e motore da 3,8 litri portato a 408 CV. È stata realizzata solo in livrea grigia, con due strisce che percorrono superiormente il corpo vettura, e interni marrone, con finiture in alluminio satinato. I cerchi colorati, da 19", che riprendono il design dei Fuchs in alluminio fucinato, di colore nero, caratteristici delle 911 degli anni '60, '70 e '80.

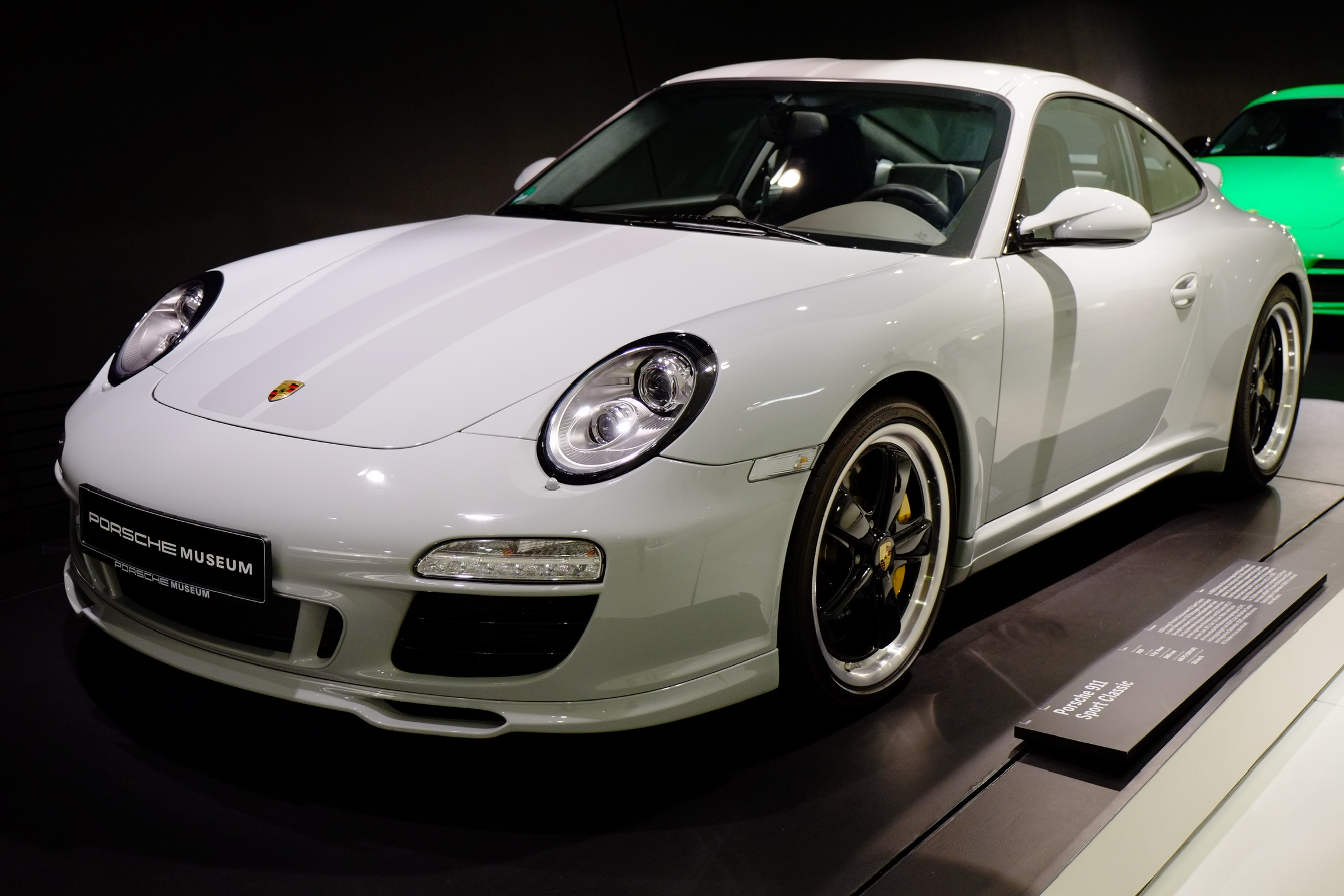
Porsche 997 Sport Classic

Le prestazioni consentono 306 km/h di velocità massima e 4"6 per lo scatto da 0 a 100 km/h.
Un ultimo lievissimo restyling venne fatto per tutta la gamma my2010, dove cambiò il volante (Che rimarrà uguale sulle future 991) e i nuovi fari Litronic, con doppia lente lenticolare sostituirono i precedenti con abbaglianti alogeni. Piccoli aggiornamenti riguardarono la lista degli optional e la gamma colori.

### 997 Speedster

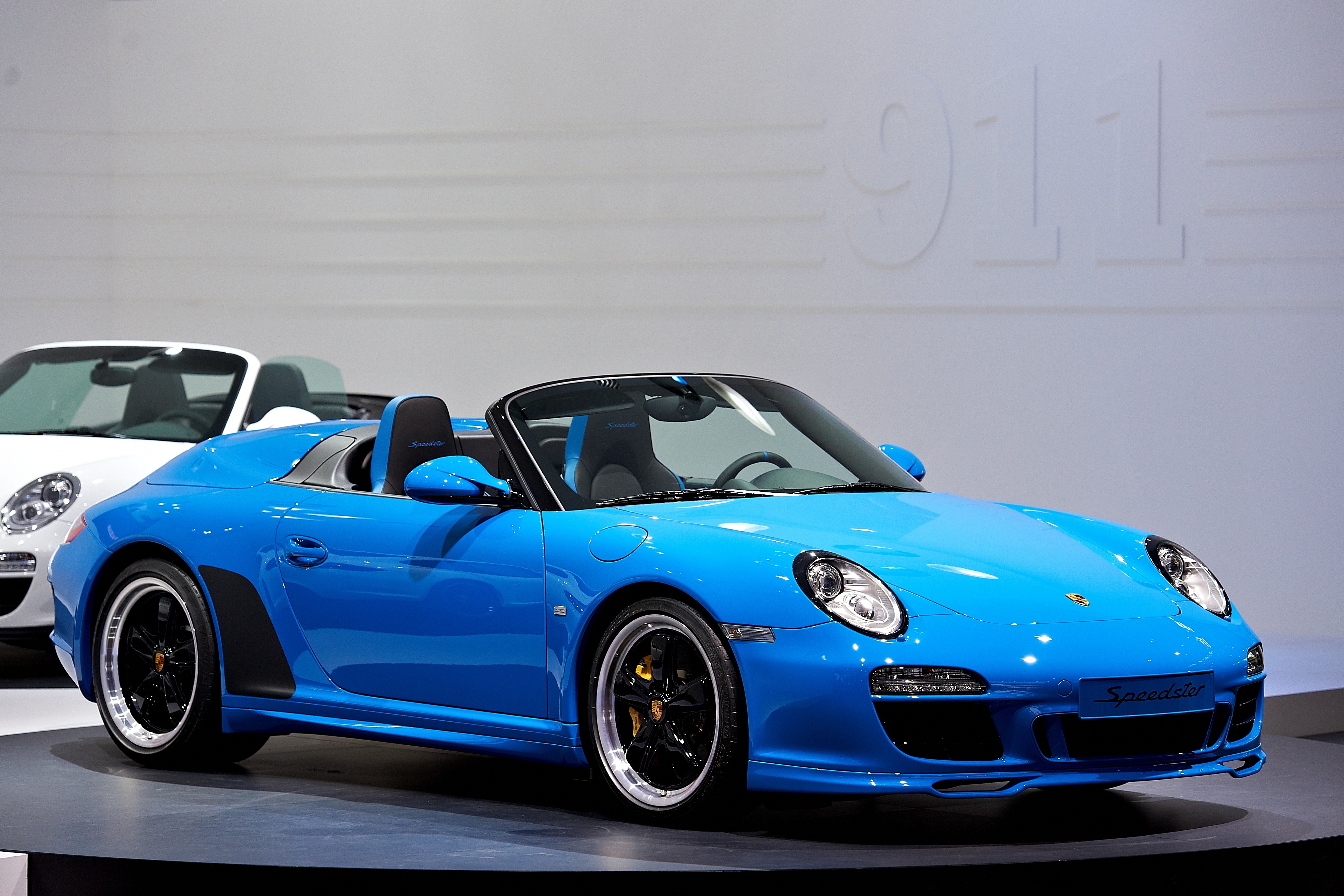
Porsche 997 Speedster

Presso il salone di Parigi del 2011, la Porsche ha presentato la versione Speedster della 997, ispirata all'originale 356 Speedster. Rispetto alla versione standard, essa ha il parabrezza ribassato di 60 mm, due soli posti, una copertura aerodinamica della capote, un kit aerodinamico e un allargamento posteriore. La meccanica riprende quella della Carrera S, mentre il motore è derivato dalla Carrera GTS abbinato ad un cambio PDK e differenziale autobloccante. Monta cerchioni da 19", sospensioni elettroniche PASM e freni PCCB carboceramici.

## Meccanica
I motori sono sempre a sei cilindri boxer, raffreddati a liquido, ma per questa versione ne sono disponibili due, con diverse cilindrate e potenze: 3.6 litri per la Carrera e 3.8 litri per la Carrera S. Il primo sviluppa 325 CV a 6800 giri/min, una coppia massima di 370 Nm a 4250 giri/min, mentre il secondo sviluppa 355 CV a 6600 giri/min e una coppia di 400 N·m a 4600 giri/min.
Per quanto riguarda le prestazioni offerte dalle due sportive, la Carrera raggiunge i 285 km/h di velocità massima e accelera da 0 a 100 km/h in 5 secondi netti, mentre la "S" raggiunge i 293 km/h e accelera da 0 a 100 km/h in 4.8 secondi.
Le versioni a trazione integrale utilizzano i rispettivi motori delle versioni a trazione posteriore, ma sono più larghe di 44 millimetri al posteriore, e la coppia inviata all'asse anteriore varia dal 5 al 40%.
Tutti i modelli vengono forniti di serie con cambio manuale a 6 marce più RM (con la possibilità, optional, di escursione della leva accorciata per un utilizzo ancora più sportivo).
È anche disponibile in optional, il cambio automatico Tiptronic S di tipo "adattivo" e con convertitore di coppia idraulico a slittamento controllato e possibilità di blocco. Lo stesso ha 5 marce più RM oltre alla possibilità di utilizzo manuale attraverso due piccoli "bilancieri" sul volante.
Dal 2008 il Tiptronic è stato sostituito dal nuovo cambio doppia frizione denominato PDK (acronimo di Porsche Doppelkupplung).
I motori sono stati modificati eliminando il problema all’IMS che affliggeva le 996 e 997 Mk1 eliminando l’albero intermedio. Sono state modificate le valvole, raddoppiate le catene di distribuzione ed introdotta l’iniezione diretta. Riducendo complessivamente il peso del propulsore ed incrementando le prestazioni.

## Motorizzazioni
| Modello           | Disponibilità | Motore  | Cilindrata (cm³) | Potenza         | Coppia massima (Nm) | Emissioni CO2 (g/km) | 0–100 km/h (secondi) | Velocità max (km/h) | Consumo medio (km/L) |
| ----------------- | ------------- | ------- | ---------------- | --------------- | ------------------- | -------------------- | -------------------- | ------------------- | -------------------- |
| 3.6 Carrera 4     | dal 2006      | Benzina | 3614             | 254 kW (325 CV) | 390                 | 249                  | 5.2                  | 284                 | 9.4                  |
| 3.8 Carrera 4S    | dal 2006      | Benzina | 3800             | 283 kW (355 CV) | 420                 | 259                  | 4.9                  | 297                 | 9.1                  |
| 3.8 Carrera S     | dal 2009      | Benzina | 3800             | 294 kW (385 CV) | 440                 | 224                  | 4.5                  | 304                 | 10.5                 |
| 3.8 GTS           | dal 2006      | Benzina | 3800             | 300 kW (408 CV) | 420                 | 250                  | 4.6                  | 306                 | 9.4                  |
| 3.8 GTS Carrera 4 | dal 2006      | Benzina | 3800             | 300 kW (408 CV) | 420                 | 259                  | 4.6                  | 302                 | 9.1                  |
| 3.6 Turbo         | dal 2006      | Benzina | 3600             | 353 kW (480 CV) | 650                 | 272                  | 3.7                  | 314                 | 8.6                  |
| 3.8 Turbo PDK     | dal 2009      | Benzina | 3800             | 368 kW (500 CV) | 650                 | 272                  | 3.4                  | 312                 | 8.3                  |
| 3.8 Turbo S PDK   | dal 2010      | Benzina | 3800             | 390 kW (530 CV) | 700                 | 268                  | 3.3                  | 315                 | 8.8                  |
| 4.0 GT3 RS        | dal 2011      | Benzina | 3996             | 368 kW (500 CV) | 460                 | 321                  | 3.9                  | 310                 | 7.6                  |
| 3.6 GT2           | dal 2007      | Benzina | 3600             | 390 kW (530 CV) | 680                 | 312                  | 3.7                  | 329                 | 8.0                  |
| 3.6 GT2 RS        | dal 2010      | Benzina | 3600             | 456 kW (620 CV) | 700                 | 312                  | 3.4                  | 330                 | 8.0                  |
| 3.6 GT3           | dal 2006      | Benzina | 3600             | 305 kW (415 CV) | 405                 | 307                  | 4.0                  | 315                 | 7.8                  |
| 3.6 GT3 RS        | dal 2006      | Benzina | 3600             | 305 kW (415 CV) | 405                 | 307                  | 4.0                  | 318                 | 7.8                  |

## Attività sportiva

### Porsche 997 GT3 Cup

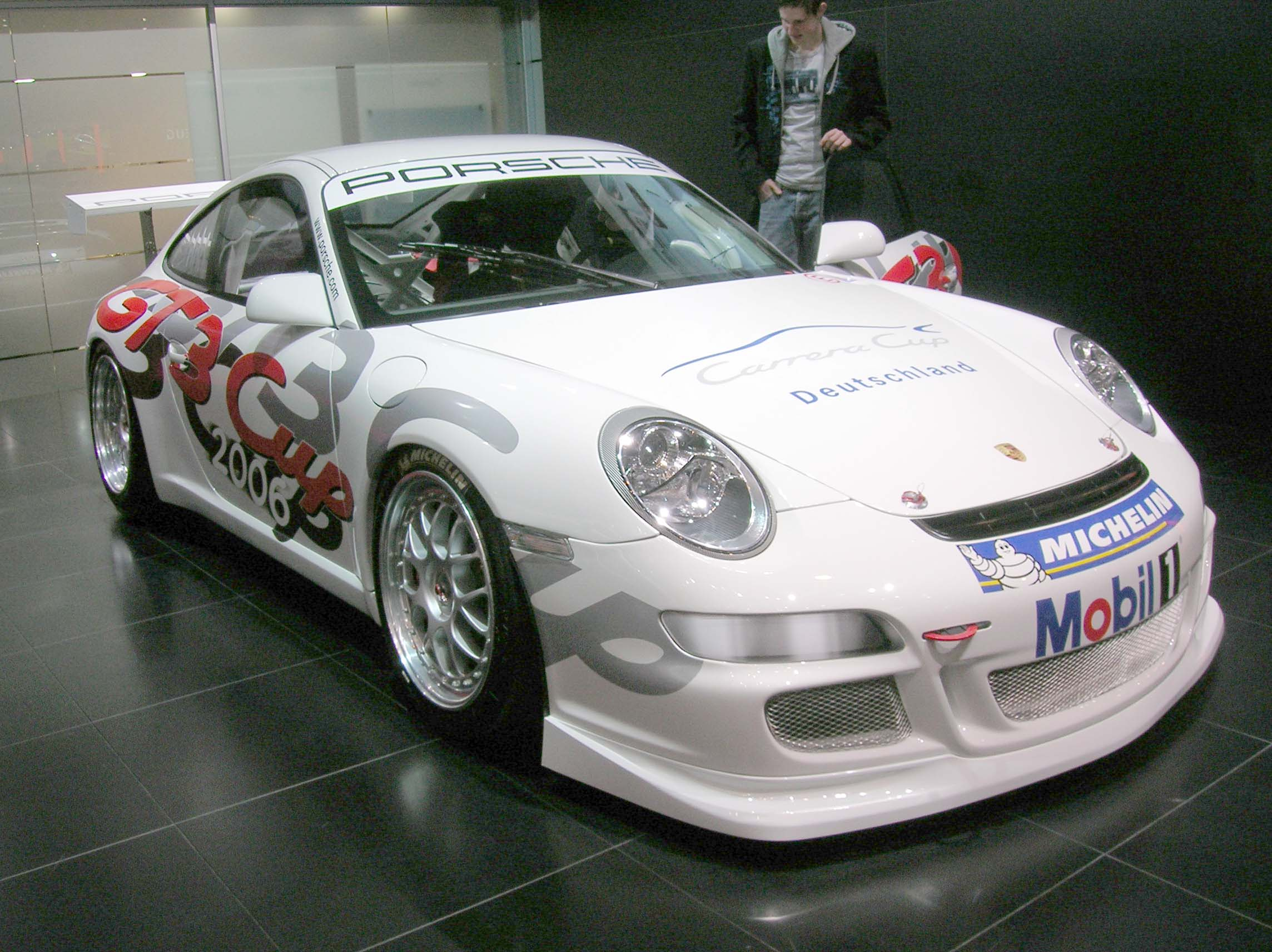
Porsche 997 GT3 Cup

Presso il salone automobilistico di Essen del 2007, la Porsche presentò la versione GT3 Cup della 997, destinata a prendere parte alle competizioni Porsche Mobil1 Supercup, Porsche Carrera Cups e GT3 Cup Challenges. In tutto ne sono stati costruiti 250 esemplari. Meccanicamente, presentava, rispetto alla versione precedente, un incremento di potenza del propulsore 3.6 Boxer 6 cilindri a 420 CV e un nuovo retrotreno. Il motore viene gestito da un cambio sequenziale a sei marce.  Ha un peso di 1.150 kg, cosa che pone il rapporto peso/potenza a 2,7 kg/CV. L'impianto di scarico è stato modificato, mentre l'impianto frenante è stato potenziato con freni a disco in acciaio.

## Versioni speciali

### Porsche 997 Carrera GTS B59
Nell'agosto 2011, la Porsche, in collaborazione con il preparatore Brumos, creò una versione speciale della 997 dedicata al pilota cinque volte vincitore sul circuito di Daytona Hurley Haywood. Tale vettura, prodotta in cinque esemplari e denominata B59, rimane inalterata meccanicamente rispetto alla versione standard, ma propone come dotazione di serie Sport Chrono Package Plus, sospensioni PASM, sistema audio Bose e navigatore satellitare. La livrea dell'auto è bianca con strisce da gara bianco/rosse.